# 金屬口紅
《金屬口紅》是BONES製作的日本電視動畫，於2024年1月起在富士電視台等頻道播出。
這是一部紀念BONES創立25週年的原創電視動畫，也是BONES和出淵裕自《翼神世音》以來19年再次合作。

## 登場人物
中文名稱為暫譯。
露瓊·雷德斯塔（聲：宮本侑芽）
人造人（涅安）少女。喜歡巧克力。看上去是17歲左右，但實際年齡是10歲。因此有不懂世故的地方，雖然也有點不擅長與人交往，但內心溫柔。可以變身為紅色的戰鬥形態〈METAL ROUGE〉。
直美·奧德曼（聲：黑澤朋世）
23歲。大胃王。露瓊的搭檔，統括人造人（涅安）的政府機關「真理部」的特務搜查官。經常說些輕浮的話，但想法總是冷靜合理的。以豐富的經驗和知識為基礎，負責情報收集和作戰立案。
吉因·榮格哈特（聲：武內駿輔）
真理部次長。作為涅安誕生的羅伊·榮格哈特博士的兒子。與露瓊作為兄妹關係被父親培養長大。冷靜沉著，擅長權謀策略，為了目的無情地貫徹行動。因此，組織內外敵人也很多。
莎拉·費茲傑羅（聲：嶋村侑）
活躍在火星坎納爾城的歌手。雖然是一位熱愛歌曲和美麗事物的藝術家，但同時具有資助大企業高層的雄厚能力。也是因為度過了痛苦的人生而掌握的生存智慧。
迦隆·菲特（聲：吉野裕行）
把自己的快樂放在組織信念之上的樂天主義者。可變身成為擁有擬態能力的黃色角鬥士。以顛覆人類社會為目標的涅安組織「阿爾特」的一員。
吉爾·斯特金（聲：小倉唯）
自由記者。溝通能力強，性格開朗，但有著強烈的信念，為了採訪被歧視的涅安群體的現實情況而來到了火星。
阿夫達爾·巴沙爾（聲：津田健次郎）
在涅安居留地的診所擔任涅安專業醫生的「調音師」。口齒不清，態度冷淡。擁有可靠的技術和強烈的責任感，受到涅安們的信賴。另一方面，為了方便不惜賄賂官員，是個清濁兼具的人物。
伊甸·瓦羅克（聲：興津和幸）
在火星調查戰爭遺蹟的青年。雖說是調查，但實際上用得到的東西做了什麼還不清楚。
亞修·斯塔爾（聲：宮內敦士）
守護局的搜查官。憑直覺和足跡搜查的老手。這種直覺是通過經驗證明的。討厭涅安，有時會對搭檔涅安採取尖酸刻薄的態度。
諾伊德262（聲：小林千晃）
守護局的涅安搜查官。冷酷而極具事務性。但是，對於人也有尚未完全理解的部分。因此無法理解阿什對自己的諷刺，認真地做出了奇怪的回答。
人偶師（聲：家中宏）
操縱著被稱為自動金屬的機器人們，在火星中巡迴演出的舉辦移動嘉年華的面具男。經常用戲劇般誇張的語調說話。不知道為什麼，對露瓊很感興趣。
歐佩拉（聲：伊瀨茉莉也）
侍奉人偶師的女性。因強大的身體能力常被人認為是涅安，但實際原形不明。
艾斯·馬基亞斯（聲：津田美波）
露瓊在前往地球的聯絡船上遇到的少年。喜歡讀書，性格溫和，但也有點膽怯。在雙胞胎姐姐艾麗絲面前抬不起頭來。
艾麗絲·馬基亞斯（聲：津田美波）
艾斯的雙胞胎姐姐。雖然是個可靠、強勢的人，不太會說話。即便覺得懦弱的弟弟很可憐，但也很認真地照顧他。
格勞馮·貝爾格（聲：安元洋貴）
是一個喜歡堂堂正正戰鬥的騎士般的男人，可變身成為操縱重力的灰色角鬥士。
希安·藍星（聲：白石晴香）
自稱是露瓊妹妹的神秘少女。冷酷的性格。會變身為與露瓊非常相似的藍色角鬥士，哼著和吉因彈鋼琴相似旋律的曲子。
伊娃·克里斯泰拉（聲：日笠陽子）
曾與老師羅伊・榮格哈特博士，一起創造了9人原涅安組織「Immotral Nine」的生物物理學家。溫柔，對待自己研究出的涅安們也像人類一樣的人物。在17年前發生的事故中失去了生命。
羅伊·榮格哈特（聲：下山吉光）
吉恩的父親，著名的科學家。使用從外星人「來訪者」提供的技術，可以說是涅安的創造者。在航行中的宇宙飛船內遇害。

## 制作人员
- 总监修：出渊裕
- 监督：堀元宣
- 系列构成：出渊裕、根元岁三
- 角色设计：川元利浩
- 次要角色设计：葵玲
- 道具设计：KURO
- 特技监督：村木靖
- 主动画师：柿田英树、横屋健太、长野伸明
- 生物设计：竹谷隆之、篠原保
- 机械设计：平尾朋之
- 产品设计：宫武一贵
- 布景设计：武半慎吾、石津泰志
- 服装设计协力：山田章博
- 美术监督：海老泽卓也
- 色彩设计：梅崎浩子
- 摄影监督：池上真崇
- 3DCG主管：今义和
- 3DCG总监：内田大树
- 设定考证：堺三保
- 文化考证：柴田胜家
- 音响监督：山田阳
- 音响效果：三井友和
- 剪辑：坂本久美子
- 音乐：岩崎太整、yuma yamaguchi、TOWA TEI
- 音乐制作：富士太平洋音乐
- 企划：南雅彦
- 出品：桑田靖、末平朝、张圣晏、南雅彦、高寺祐太朗、依田巽、守屋光春、滨田英纪
- 统括：松崎容子
- 制作人：障子直登、南雅彦
- 动画制作：BONES
- 制作：Project Rouge（富士电视台、Crunchyroll、bilibili、BONES、LINE Digital Frontier、GAGA、电通、BS富士）

## 主題曲
片頭曲「Rouge」
作词、主唱：由薰，作曲：由薰、高慶"CO-K"卓史，编曲：高慶"CO-K"卓史
第1话作片尾曲
片尾曲「Scarlet」
主唱：，作詞：藤原優樹，作曲、編曲：WoongKin、Stereo14
第1话未使用
插曲「Falling Starlight and Moonlight」（第1話）
作词、作曲：岩崎太整，编曲：Rich DiMare、YUKI KANESAKA，主唱：

## 各話列表
| 話數     | 日文標題 | 中文標題           | 劇本              | 分鏡                                | 演出                             | 人物作畫監督 | 機械作畫監督 | 首播日期       |
| -------- | -------- | ------------------ | ----------------- | ----------------------------------- | -------------------------------- | --- | ------------ | -------------- |
| 第一幕   |          | 紅奏於拂曉之時     | 根元歲三          | 堀元宣、 村木靖                     | 堀元宣                           | 川元利浩、富岡隆司、植野千世子 | 横屋健太     | 2024年 1月10日 |
| 第二幕   |          | 逃走迷路           | 上野貴美子        | 堀元宣、 村木靖、 中村豐            | 重原克也                         | 金久保典江、齋藤恆德、永井達郎 香田知樹、川元利浩                                                                                              | 小松英司     | 1月17日        |
| 第三幕   |          | 境界之城           | 根元歲三          | 大槻真之                            | 大槻真之                         | 青木香菜、高野恵子、川上暢彦 菅野宏紀、斎藤恒徳、金久保典江                                                                                    | 长野伸明     | 1月24日        |
| 第四幕   |          | 自由與幻影         | 根元歲三          | 高藤聰、 村木靖                     | 阿部將光                         | 植野千世子、香田知樹、青野厚司 菅野宏紀、細川修平                                                                                              | 橫屋健太     | 1月31日        |
| 第五幕   |          | 嘉年華乃遺忘與舞動 | 高木登            | 堀元宣、 大槻真之、 村木靖          | 矢野孝典                         | 齋藤恆德、川上暢彥、高野惠子 青木香菜、細川修平                                                                                                | 小松英司     | 2月7日         |
| 第六幕   |          | 無名之客           | 上野貴美子        | 吉田泰三、 橫屋健太                 | 千葉大輔                         | 伊藤嘉之、菅野宏紀、細川修平 | 橫屋健太     | 2月14日        |
| 第七幕   |          | 正確的齒輪         | 近藤司            | 川尻健太郎、 橫屋健太               | 佐藤育郎                         | 伊藤嘉之、永野裕大 菅野宏紀、細川修平 | 長野伸明     | 2月21日        |
| 第八幕   |          | 虛幻歸宿           | 高木登            | 阿部將光、 村木靖                   | 阿部將光                         | 葵玲、稻留和美 香田知樹、金久保典江 | 小松英司     | 2月28日        |
| 第九幕   |          | 來訪者們           | 堺三保、 根元歲三 | 大槻真之、 村木靖                   | 大槻真之                         | 齋藤恆德、菅野宏紀、高野惠子 青木香菜、香田知樹、金久保典江                                                                                    | 橫屋健太     | 3月6日         |
| 第十幕   |          | 家人的肖像         | 上野貴美子        | 西森章                              | 矢野孝典、 佐藤育郎              | 伊藤嘉之、植野千世子、平野翔 北村由佳、細川修平 川上暢彥、川元利浩                                                                             | 長野伸明     | 3月13日        |
| 第十一幕 |          | 受狙之星           | 近藤司            | 紺吉、 香川豐                       | 千葉大輔、 酒井原美樹、 大槻真之 | 菅野宏紀、稻留和美 葵玲、高野惠子、香田知樹 金久保典江、細川修平、齋藤恆德 山田真也、德岡紘平、川元利浩                                        | 小松英司     | 3月20日        |
| 第十二幕 |          | 面具墳場           | 根元歲三          | 五十嵐卓哉                          | 佐藤育郎                         | 伊藤嘉之、大貫健一 平野翔、北村由佳 細川修平、青木香菜、山田真也                                                                               | 橫屋健太     | 3月27日        |
| 第十三幕 |          | CODE EVE           | 根元歲三          | 堀元宣、 西森章、 大槻真之、 村木靖 | 堀元宣                           | 伊藤嘉之、細川修平、山田真也 稻留和美、平野翔、金久保典江 青木香菜、高野惠子、香田知樹 葵玲、菅野宏紀、齋藤恆德 大貫健一、植野千世子、川元利浩 | 長野伸明     | 4月3日         |

## 播映平台
| 播映地區                           | 播映平台                  | 播映日期              | 播映時間              | 備註                  |
| ---------------------------------- | ------------------------- | --------------------- | --------------------- | --------------------- |
| 臺灣                               | 巴哈姆特動畫瘋            | 2024年1月11日－4月4日 | 星期四 00:55（UTC+8） | 羚邦國際代理版本      |
| 臺灣                               | 中華電信MOD               | 2024年1月11日－4月4日 | 星期四 00:55（UTC+8） | 羚邦國際代理版本      |
| 臺灣                               | Hami Video                | 2024年1月11日－4月4日 | 星期四 00:55（UTC+8） | 羚邦國際代理版本      |
| 臺灣                               | friDay影音                | 2024年1月11日－4月4日 | 星期四 00:55（UTC+8） | 羚邦國際代理版本      |
| 臺灣                               | LINE TV                   | 2024年1月11日－4月4日 | 星期四 00:55（UTC+8） | 羚邦國際代理版本      |
| 臺灣                               | KKTV                      | 2024年1月11日－4月4日 | 星期四 00:55（UTC+8） | 羚邦國際代理版本      |
| 臺灣                               | MyVideo                   | 2024年1月11日－4月4日 | 星期四 00:55（UTC+8） | 羚邦國際代理版本      |
| 臺灣                               | CATCHPLAY+                | 2024年1月11日－4月4日 | 星期四 00:55（UTC+8） | 羚邦國際代理版本      |
| 台灣、香港、澳門、新加坡、馬來西亞 | Ani-One (Youtube)         | 2024年1月11日－4月4日 | 星期四 00:55（UTC+8） | 羚邦國際代理版本      |
| 中國大陸                           | bilibili                  | 2024年1月11日－4月4日 | 星期四 00:55（UTC+8） | bilibili 代理版本     |
| 香港、澳門、台灣                   | bilibili                  | 2024年1月11日－4月4日 | 星期四 00:55（UTC+8） | bilibili 代理版本     |
| 南韓                               | 「It's Anime」Youtube頻道 | 2024年1月18日－       | 星期四 02:55（UTC+9） | REMOW KORERA 代理版本 |

## 外部連結
- 官方网站（日語）
- 金屬口紅的X（前Twitter）（日語）